# Styrmansholmen

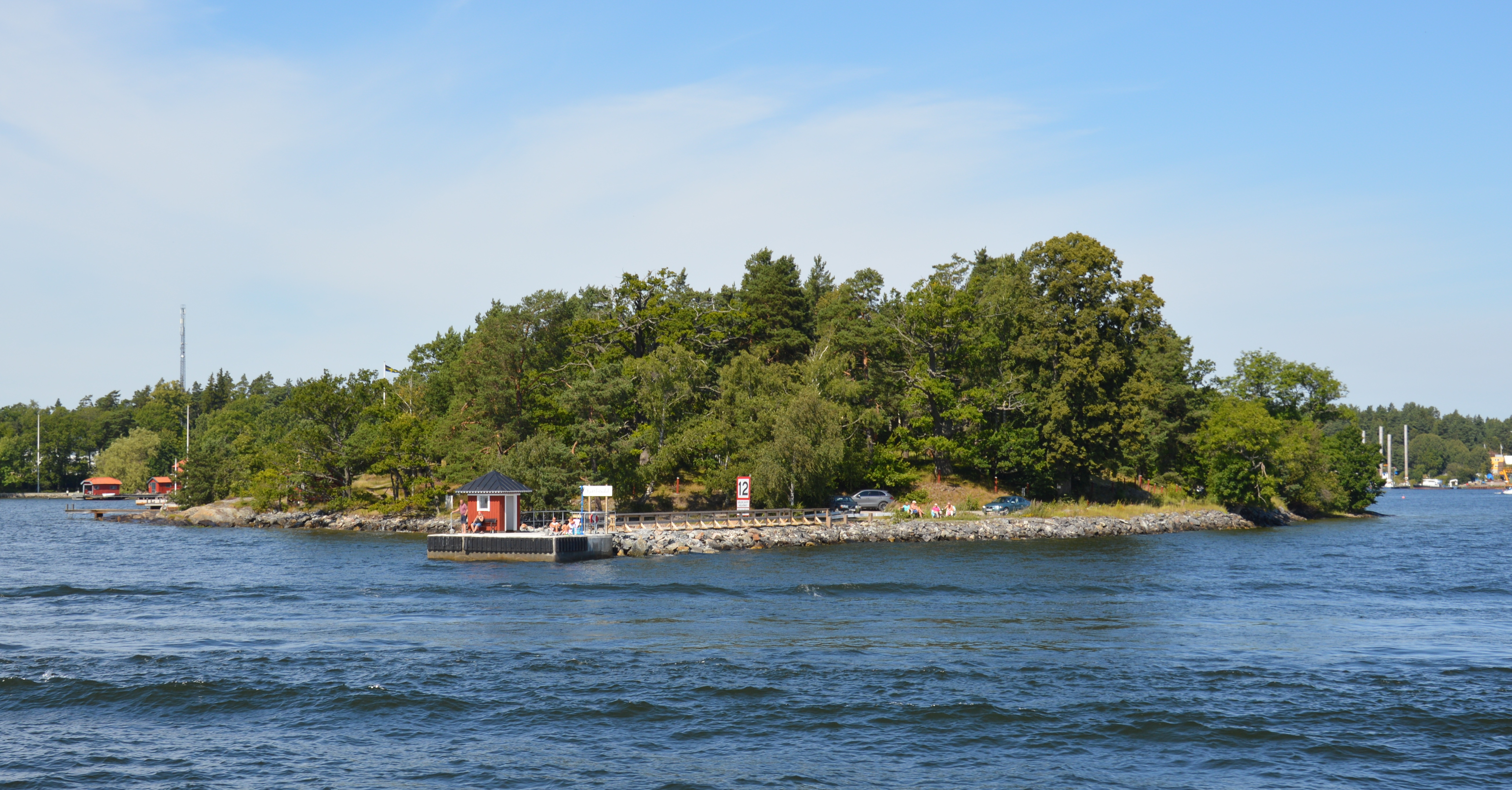
Styrmansholmen, Blick auf die Südostspitze

Styrmansholmen ist eine zu Schweden gehörende Insel im Stockholmer Schärengarten.
Die Insel gehört zur Gemeinde Vaxholm und liegt östlich vor der Spitze der Halbinsel Karlsudd, mit der sie über eine Brücke verbunden ist. Nordöstlich liegt die Insel Jungfruholmen. Südlich der Insel verlaufen die Schiffsrouten von der Ostsee nach Stockholm, östlich die Routen Vaxholm–Mariefred und Vaxholm–Strömkajen. 
Styrmansholmen erstreckt sich von Nordwesten nach Südosten über etwa 300 Meter, bei einer Breite von bis zu 130 Metern. Die Insel ist mit mehreren Gebäuden bebaut und zum Teil bewaldet. Am Südostende befindet sich der Schiffsanleger Karlsudd brygga. Darüber hinaus bestehen mehrere private Anlegestege.
Am 1. Oktober 1895 sank das Dampfschiff Gefle nach einer Kollision vor Styrmansholmen.